# 松糸・今井道路
松糸・今井道路（まついと・いまいどうろ）は新潟県糸魚川市山本から同市上刈の糸魚川ICに至る、延長約5 km（キロメートル）の地域高規格道路である。新潟県糸魚川市と長野県松本市とを結ぶ地域高規格道路松本糸魚川連絡道路の一部を形成し、交通事故の減少や物流の円滑化などを目的として一般国道148号として事業が進められている。

## 概要

### 路線データ
- 起点 : 新潟県糸魚川市山本
- 終点 :  新潟県糸魚川市上刈
- 延長 : 5.0 km
- 幅員
  - 総幅員 : 9.5 m
  - 車線幅 : 3.25 m
- 設計速度 : 60 km/h
- 車線数 : 2車線

## 歴史
- 1994年（平成6年）12月16日 : 「候補路線指定」（波田 - 糸魚川市 約100 km）
- 1998年（平成10年）6月16日 : 「計画路線指定」（波田 - 糸魚川市 約100 km）
- 2005年（平成17年）3月25日 : 「調査区間指定」（糸魚川市根知 - 糸魚川IC 約9 km）
- 2019年（平成31年）3月29日 : 「整備区間指定」（糸魚川市約5 km）
- 2019年（平成31年）4月 : 事業化
- 2020年（令和2年）3月20日 : 松糸・今井道路の中間にある新潟県道222号西中糸魚川線の西中バイパスが供用[2]。

## 路線状況

### 構造物
- 橋梁
  - （※1級河川 姫川 今井橋付近）
- トンネル
  - （※1級河川 姫川 中山橋付近）

## 地理

### 通過する自治体
- 新潟県
  - 糸魚川市